# Puchar Polski w piłce siatkowej mężczyzn (2016/2017)
Puchar Polski w piłce siatkowej mężczyzn 2016/2017 – 60. sezon rozgrywek o siatkarski Puchar Polski odbywający się od 1932 roku.

## Drużyny uczestniczące
| PlusLiga 14 drużyn          |
| --------------------------- |
| Asseco Resovia Rzeszów      |
| PGE Skra Bełchatów          |
| ZAKSA Kędzierzyn-Koźle      |
| Jastrzębski Węgiel          |
| Czarni Radom                |
| AZS Olsztyn                 |
| AZS Politechnika Warszawska |
| Effector Kielce             |
| Lotos Trefl Gdańsk          |
| BBTS Bielsko-Biała          |
| MKS Będzin                  |
| Cuprum Lubin                |
| GKS Katowice                |
| Espadon Szczecin            |

| I liga 11 drużyn                 |
| -------------------------------- |
| Ślepsk Suwałki                   |
| Stal AZS PWSZ Nysa               |
| KPS Siedlce                      |
| AZS AGH Kraków                   |
| Krispol Września                 |
| Victoria Wałbrzych               |
| Aluron Virtu Warta Zawiercie     |
| SMS PZPS I Spała                 |
| Exact Systems Norwid Częstochowa |
| TSV Sanok                        |
| SKS Hajnówka                     |

| II liga 10 drużyn            |
| ---------------------------- |
| Stal Grudziądz               |
| SMS PZPS II Spała            |
| SMS PZPS III Spała           |
| MKS Andrychów                |
| Lechia Tomaszów Mazowiecki   |
| TKS Tychy                    |
| GKS Stoczniowiec Gdańsk      |
| ASPS Avia Świdnik            |
| MUKS Juvenia Rawa Mazowiecka |
| SPS Słupca                   |

## Rozgrywki

### 1. runda
ASPS Avia Świdnik, MKS Andrychów, TKS Tychy, KS Lechia Tomaszów Mazowiecki, KS Stal Grudziądz, GKS Stoczniowiec mają wolny los
| Data       | Drużyna 1                    | Wynik | Drużyna 2          | Sety                |
| ---------- | ---------------------------- | ----- | ------------------ | ------------------- |
| 28.09.2016 | MUKS Juvenia Rawa Mazowiecka | 0:3   | SMS PZPS II Spała  | 24:26, 16:25, 20:25 |
| 28.09.2016 | SPS Słupca                   | 0:3   | SMS PZPS III Spała | 16:25, 23:25, 17:25 |

### 2. runda
| Data       | Drużyna 1               | Wynik | Drużyna 2                  | Sety                              |
| ---------- | ----------------------- | ----- | -------------------------- | --------------------------------- |
| 12.10.2016 | ASPS Avia Świdnik       | 1:3   | MKS Andrychów              | 25:22, 20:25, 22:25, 18:25        |
| 12.10.2016 | SMS PZPS II Spała       | 3:2   | TKS Tychy                  | 21:25, 25:13, 25:17, 25:27, 15:10 |
| 12.10.2016 | SMS PZPS III Spała      | 0:3   | Lechia Tomaszów Mazowiecki | 17:25, 24:26, 16:25               |
| 12.10.2016 | GKS Stoczniowiec Gdańsk | 0:3   | KS Stal Grudziądz          | 21:25, 21:25, 18:25               |

### 3. runda
| Data       | Drużyna 1                  | Wynik | Drużyna 2         | Sety                       |
| ---------- | -------------------------- | ----- | ----------------- | -------------------------- |
| 26.10.2016 | SMS PZPS II Spała          | 0:3   | MKS Andrychów     | 22:25, 21:25, 23:25        |
| 26.10.2016 | Lechia Tomaszów Mazowiecki | 3:1   | KS Stal Grudziądz | 25:19, 25:27, 25:16, 25:16 |

### 4. runda
Do gry włączają się zespoły z I ligi. SMS PZPS Spała, Krispol Września i Ślepsk Suwałki mają wolny los
| Data       | Drużyna 1                        | Wynik | Drużyna 2                    | Sety                              |
| ---------- | -------------------------------- | ----- | ---------------------------- | --------------------------------- |
| 16.11.2016 | Lechia Tomaszów Mazowiecki       | 3:2   | Victoria Wałbrzych           | 25:22, 15:25, 22:25, 25:20, 15:13 |
| 16.11.2016 | TSV Sanok                        | 3:0   | AGH Kraków                   | 28:26, 25:20, 25:20               |
| 16.11.2016 | Exact Systems Norwid Częstochowa | 2:3   | KPS Siedlce                  | 25:22, 25:17, 23:25, 18:25, 11:15 |
| 16.11.2016 | SKS Hajnówka                     | 3:2   | Aluron Virtu Warta Zawiercie | 23:25, 22:25, 25:23, 25:21, 17:15 |
| 16.11.2016 | MKS Andrychów                    | 1:3   | Stal Nysa                    | 20:25, 18:25, 25:21, 21:25        |

### 5. runda
| Data       | Drużyna 1                  | Wynik | Drużyna 2        | Sety                             |
| ---------- | -------------------------- | ----- | ---------------- | -------------------------------- |
| 30.11.2016 | Lechia Tomaszów Mazowiecki | 3:0   | SMS PZPS Spała   | 25:18, 25:16, 25:19              |
| 11.12.2016 | SKS Hajnówka               | 0:3   | Krispol Września | 19:25, 18:25, 16:25              |
| 30.11.2016 | TSV Sanok                  | 3:1   | KPS Siedlce      | 25:22, 20:25, 25:17, 25:20       |
| 30.11.2016 | AZS PWSZ Stal Nysa         | 3:2   | Ślepsk Suwałki   | 20:25, 25:13, 21:25, 25:22, 15:8 |

### 6. runda
| Data       | Drużyna 1                  | Wynik | Drużyna 2        | Sety                       |
| ---------- | -------------------------- | ----- | ---------------- | -------------------------- |
| 14.12.2016 | Lechia Tomaszów Mazowiecki | 1:3   | TSV Sanok        | 25:27, 25:22, 17:25, 22:25 |
| 14.12.2016 | AZS PWSZ Stal Nysa         | 3:0   | Krispol Września | 25:23, 25:22, 25:20        |

### 7. runda
Do gry włączają się zespoły z Plusligi, które zajęły miejsca 1-14. po pierwszej rundzie fazy zasadniczej.
| Data       | Drużyna 1                         | Wynik | Drużyna 2            | Sety                              |
| ---------- | --------------------------------- | ----- | -------------------- | --------------------------------- |
| 04.01.2017 | ZAKSA Kędzierzyn-Koźle            | 3:0   | MKS Będzin           | 25:18, 26:24, 25:16               |
| 04.01.2017 | ONICO AZS Politechnika Warszawska | 2:3   | Effector Kielce      | 23:25, 25:21, 25:14, 22:25, 12:15 |
| 04.01.2017 | TSV Sanok                         | 0:3   | Cerrad Czarni Radom  | 22:25, 25:27, 20:25               |
| 04.01.2017 | Jastrzębski Węgiel                | 3:0   | BBTS Bielsko-Biała   | 25:19, 25:20, 25:20               |
| 04.01.2017 | Stal AZS PWSZ Nysa                | 1:3   | Lotos Trefl Gdańsk   | 19:25, 24:26, 25:19, 17:25        |
| 04.01.2017 | Asseco Resovia Rzeszów            | 3:0   | Indykpol AZS Olsztyn | 25:19, 25:21, 25:22               |
| 04.01.2017 | Cuprum Lubin                      | 2:3   | Espadon Szczecin     | 25:18, 25:17, 23:25, 21:25, 14:16 |
| 04.01.2017 | PGE Skra Bełchatów                | 3:1   | GKS Katowice         | 25:22, 25:19, 22:25, 25:19        |

### Ćwierćfinały
| Data       | Drużyna 1              | Wynik | Drużyna 2           | Sety                              |
| ---------- | ---------------------- | ----- | ------------------- | --------------------------------- |
| 11.01.2017 | ZAKSA Kędzierzyn-Koźle | 3:0   | Effector Kielce     | 25:22, 25:22, 25:18               |
| 11.01.2017 | Jastrzębski Węgiel     | 3:0   | Cerrad Czarni Radom | 25:20, 25:21, 25:21               |
| 11.01.2017 | Asseco Resovia Rzeszów | 2:3   | Lotos Trefl Gdańsk  | 21:25, 25:18, 22:25, 25:15, 10:15 |
| 11.01.2017 | PGE Skra Bełchatów     | 3:2   | Espadon Szczecin    | 25:19, 16:25, 25:19, 22:25, 15:12 |

### Półfinał
| Data       | Drużyna 1              | Wynik | Drużyna 2          | Sety                       |
| ---------- | ---------------------- | ----- | ------------------ | -------------------------- |
| 14.01.2017 | ZAKSA Kędzierzyn-Koźle | 3:1   | Jastrzębski Węgiel | 25:23, 23:25, 27:25, 25:20 |
| 14.01.2017 | Lotos Trefl Gdańsk     | 0:3   | PGE Skra Bełchatów | 27:29, 22:25, 21:25        |

### Finał
| Data       | Drużyna 1              | Wynik | Drużyna 2          | Sety                       |
| ---------- | ---------------------- | ----- | ------------------ | -------------------------- |
| 15.01.2017 | ZAKSA Kędzierzyn-Koźle | 3:1   | PGE Skra Bełchatów | 29:27, 25:27, 25:20, 25:18 |